# La Tentation de saint Antoine (Bosch, Kansas City)
Pour les articles homonymes, voir La Tentation de saint Antoine.
La Tentation de saint Antoine est un fragment de tableau attribué à Jérôme Bosch et conservé au Nelson-Atkins Museum of Art à Kansas City (Missouri).

## Description
Peint à l'huile, ce panneau de chêne mesure aujourd'hui 38,6 cm de haut sur 25,1 cm de large et a 4 mm d'épaisseur. L'absence de barbe sur ses bords démontre qu'il a été réduit de tous les côtés et qu'il n'est donc que le fragment subsistant d'une composition plus grande, peut-être le volet d'un triptyque démembré. Plusieurs dégradations de la surface picturale ont été compensées par des surpeints et des retouches qui nuisent à l'appréciation de l’œuvre.

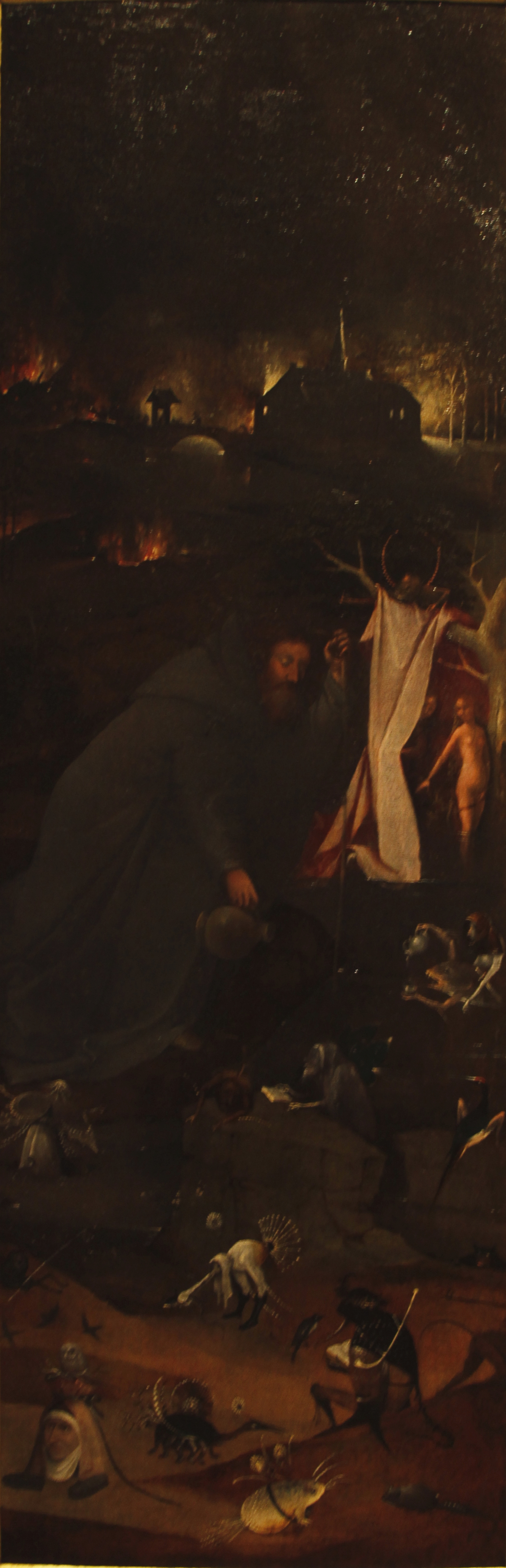
Volet gauche du Triptyque des ermites.
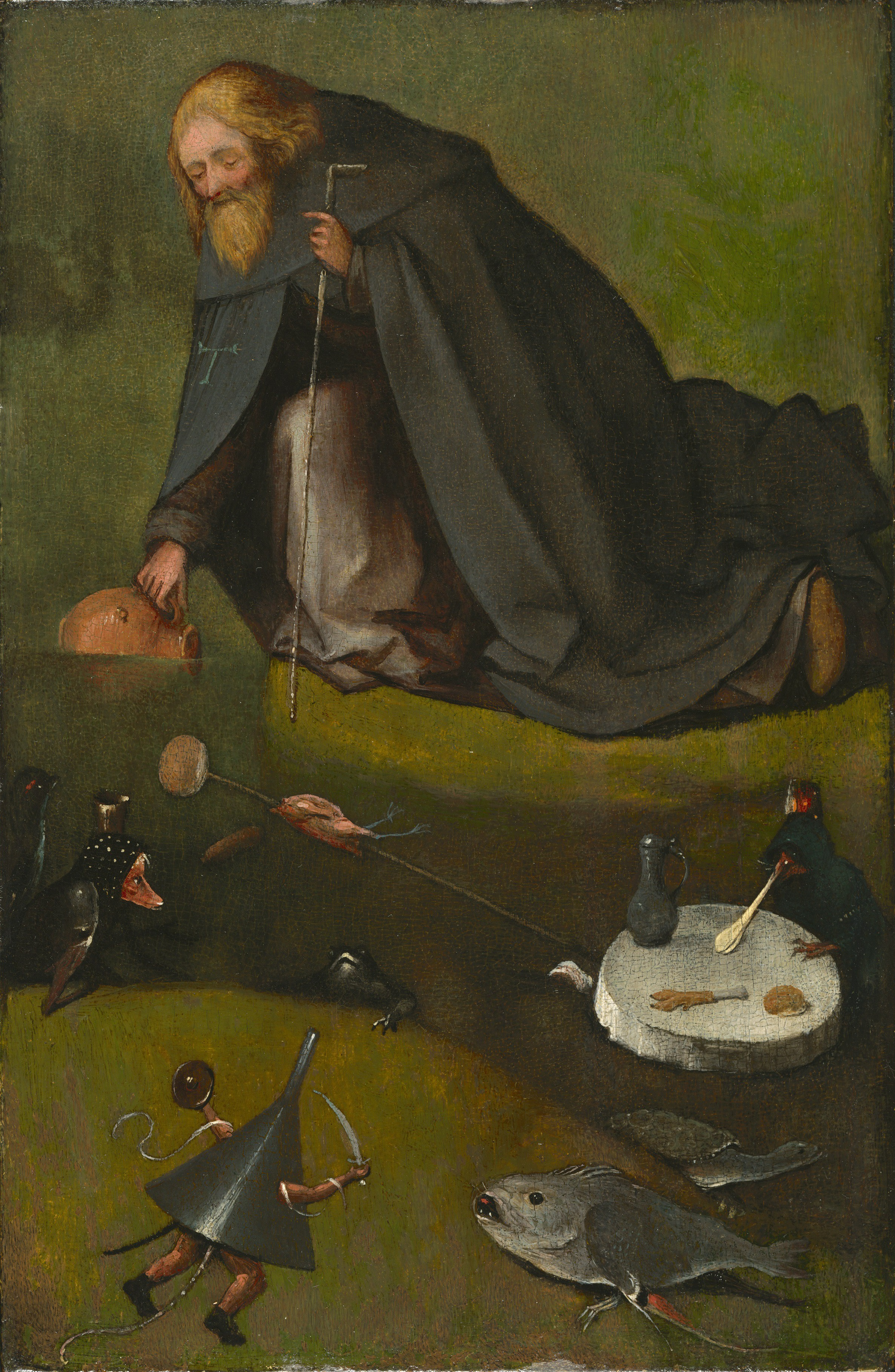
Tentation de saint Antoine de Kansas City.

Sa composition reprend, en l'inversant, celle du volet gauche du Triptyque des ermites de Venise : saint Antoine, reconnaissable au Tau de son vêtement, puise de l'eau dans une rivière et reste impassible malgré une invasion de petites créatures diaboliques, zoomorphes ou grotesques. Dans la version de Kansas City, ces monstres tentent de détourner l'ermite de son ascèse en faisant apparaître une table avec un morceau de pain et un pichet de bière en étain, ainsi qu'une volaille embrochée et une saucisse.
Certains de ces monstres se retrouvent dans plusieurs tableaux de Bosch, comme la créature encapuchonnée au bec de spatule attablée au second plan (présente notamment dans le Triptyque des ermites ou Le Jardin des délices), ou l'agressif bonhomme-entonnoir (visible sur le volet droit du Jugement dernier de Bruges) qui brandit une épée sur la gauche du premier plan.
Le poisson hors de l'eau du premier plan (à droite) est peut-être une allusion à une citation du saint rapportée par saint Athanase (« De même que les poissons meurent lorsqu’ils restent sur la terre aride, ainsi les moines perdent leurs forces quand ils passent leur temps avec vous et qu’ils séjournent dans votre compagnie. Il faut donc, comme le poisson s’empresse de rentrer dans la mer, que nous nous hâtions de retourner à notre monastère, de peur qu’un trop long séjour dans le monde ne nous fasse oublier la vie intérieure ») puis par La Légende dorée (« De même que les poissons meurent si on les met à sec, de même les moines qui s’attardent hors de leur cellule et fréquentent les séculiers se relâchent de leur bon propos »).

## Historique
L'analyse dendrochronologique révèle que la tableau a pu être peint à partir de 1482. 
Au début du XXe siècle, le panneau passe entre les mains de plusieurs marchands d'art de New York, dont les galeries Ehrich (vers 1920), Arnold Seligmann, Rey et Cie (1927) et les frères Durlacher (1933). C'est auprès de cette dernière maison que le tableau est acquis en 1935 par le musée Nelson-Atkins.

## Datation et attribution
Outre leur iconographie, le fragment de Kansas City et le volet gauche du Triptyque des ermites ont pour point commun un assez mauvais état de conservation, où il est désormais difficile de reconnaître à l’œil nu la main de Bosch. Gerd Unverfehrt a ainsi avancé que les deux panneaux, ainsi qu'une autre version appartenant au Musée des Arts décoratifs de Paris, auraient été réalisés vers 1510-1520 par un suiveur, le « Maître de saint Antoine puisant de l'eau »,. Frédéric Elsig présente celui-ci comme un peintre anversois en contact avec l'atelier de Bosch et actif autour de 1520. Il met cette œuvre en lien avec plusieurs autres tableaux de suiveurs tels que le Saint Antoine de Norfolk, qu'il juge toutefois « un peu plus figé ». Mia Cinotti a pour sa part considéré le tableau de Kansas City comme une production de l'atelier du maître. Cet avis est suivi par Burton Dunbar en 2005.

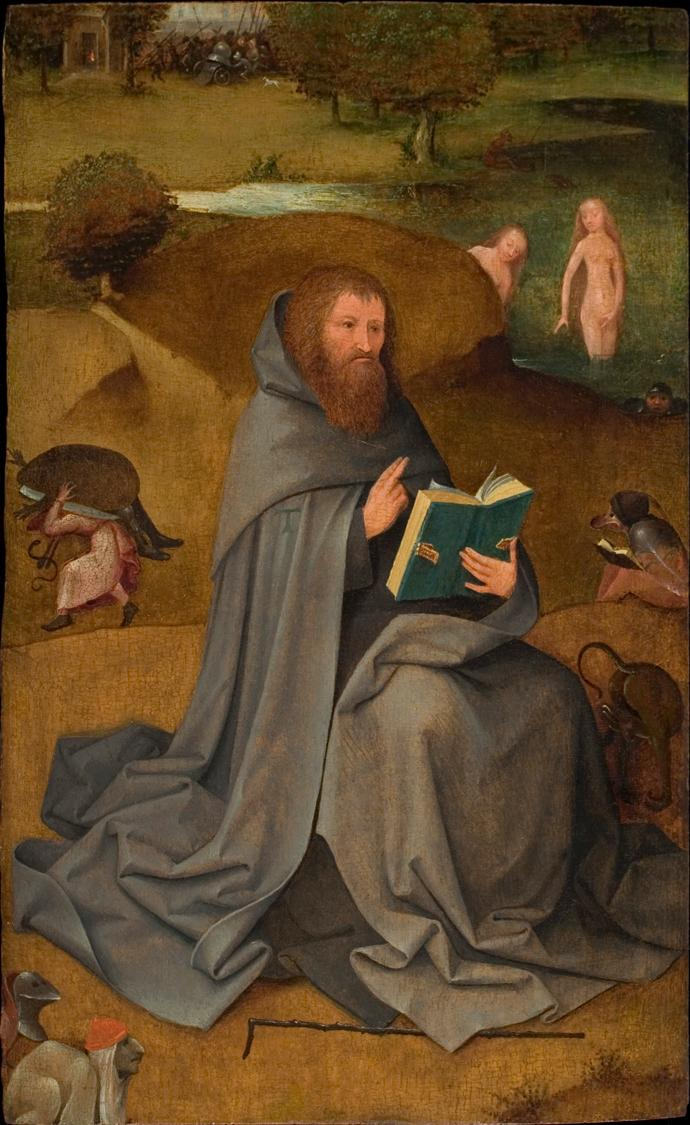
Atelier de Bosch, La Tentation de saint Antoine, Norfolk, Chrysler Museum of Art, vers 1510.

En 2016, le Bosch Research and Conservation Project (BRCP) a réattribué l’œuvre à Bosch et l'a datée des années 1500-1510. Le BRCP fonde son jugement sur une comparaison des parties originales de la couche picturale et du dessin sous-jacent, non exempts de tâtonnements créatifs et de repentirs, avec ceux du Triptyque des ermites et du triptyque de Lisbonne. Si les retouches effectués sur le visage du saint ne permettent plus d'y retrouver la touche du maître, d'autres détails en conservent toute la virtuosité, tels que le bâton sur lequel s'appuie saint Antoine ou les flammes sur la tête de la spatule (semblables au feu visible sur le rocher du pélican figuré au revers du Saint Jean à Patmos), tracés avec rapidité et économie de moyens.